# Denkmal des Oldenburgischen Dragoner-Regiments Nr. 19

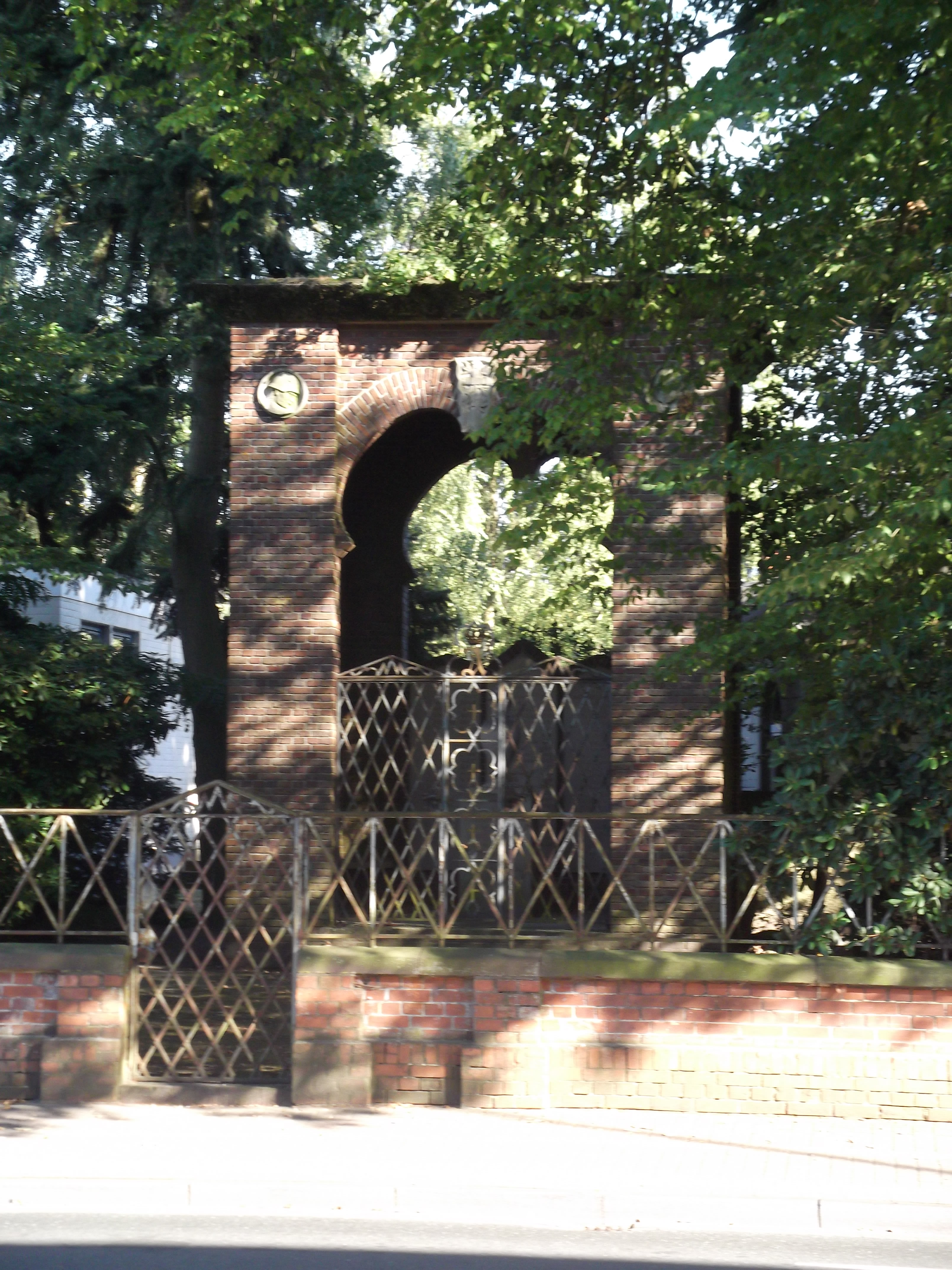
Denkmal des Oldenburgischen Dragoner-Regiments Nr. 19

Das 1921 eingeweihte Denkmal des Oldenburgischen Dragoner-Regiments Nr. 19 befindet sich an der Cloppenburger Straße 3 in Oldenburg-Osternburg. Es ist den Gefallenen und Verstorbenen Regimentsangehörigen der Kriege 1866, 1870/71 und 1914–1918 gewidmet. Das informell als Dragoner-Denkmal  bezeichnete Werk ist nicht zu verwechseln mit dem Osternburger Kriegerdenkmal für die gefallenen Dragoner, Osternburger und Tweelbäker des Deutsch-Französischen Krieges, das am 29. November 1875 eingeweiht wurde und sich ursprünglich an der Bremer Straße/Einmündung Ulmenstraße befand, aber im April 1962 angeblich aus verkehrstechnischen Gründen in den Wunderburgpark versetzt wurde.

## Anlage und Einweihung
Das Denkmal stammt von dem Architekten Otto Katzmann, der in den 1920er Jahren u. a. die Siedlung Friedrich-August-Platz und einige Einfamilienhäuser Am Festungsgraben entwarf. Es besteht aus einem äußeren Klinkerbauwerk in Kapellenform und im Innern aus einer Sandsteinurne auf einem Sandsteinsattel sowie neun Gefallenentafeln. Die Gesamthöhe beträgt ca. 7 m, die Inschrift lautet:
Dem Andenken der Helden / des Oldbg. Dragoner Rgts. Nr. 19, / die in den Feldzügen / 1866, 1870-71 und 1914-18, / für das Vaterland  / ihr Leben liessen / Gewidmet / von ihren Kameraden / und Angehörigen.
Das Denkmal wurde am Sonntag, dem 24. April 1921, eingeweiht. Es befindet sich auf dem Gelände des ehemaligen Offizierskasinos des Regiments, das 1919 nach der Auflösung der Einheit von der Evangelischen Kirchengemeinde Osternburg übernommen wurde und in dem sich heute das Gemeindehaus (Jochen-Klepper-Haus) befindet. Schon seinerzeit lag das Denkmal inmitten einer Anpflanzung von älteren Eichen, die es heute praktisch völlig verdecken. Die Tagespresse interpretierte die Anlage folgendermaßen:
Der Leitgedanke … kann darin gedeutet werden, daß ein heiliger Raum geschaffen werden sollte, der den Angehörigen, den Regimentskameraden und Menschen mit einem tieferen Empfinden Gelegenheit geben sollte, abgeschlossen von der Hast der Straße in aller Stille mit den Toten Zwiesprache zu halten.

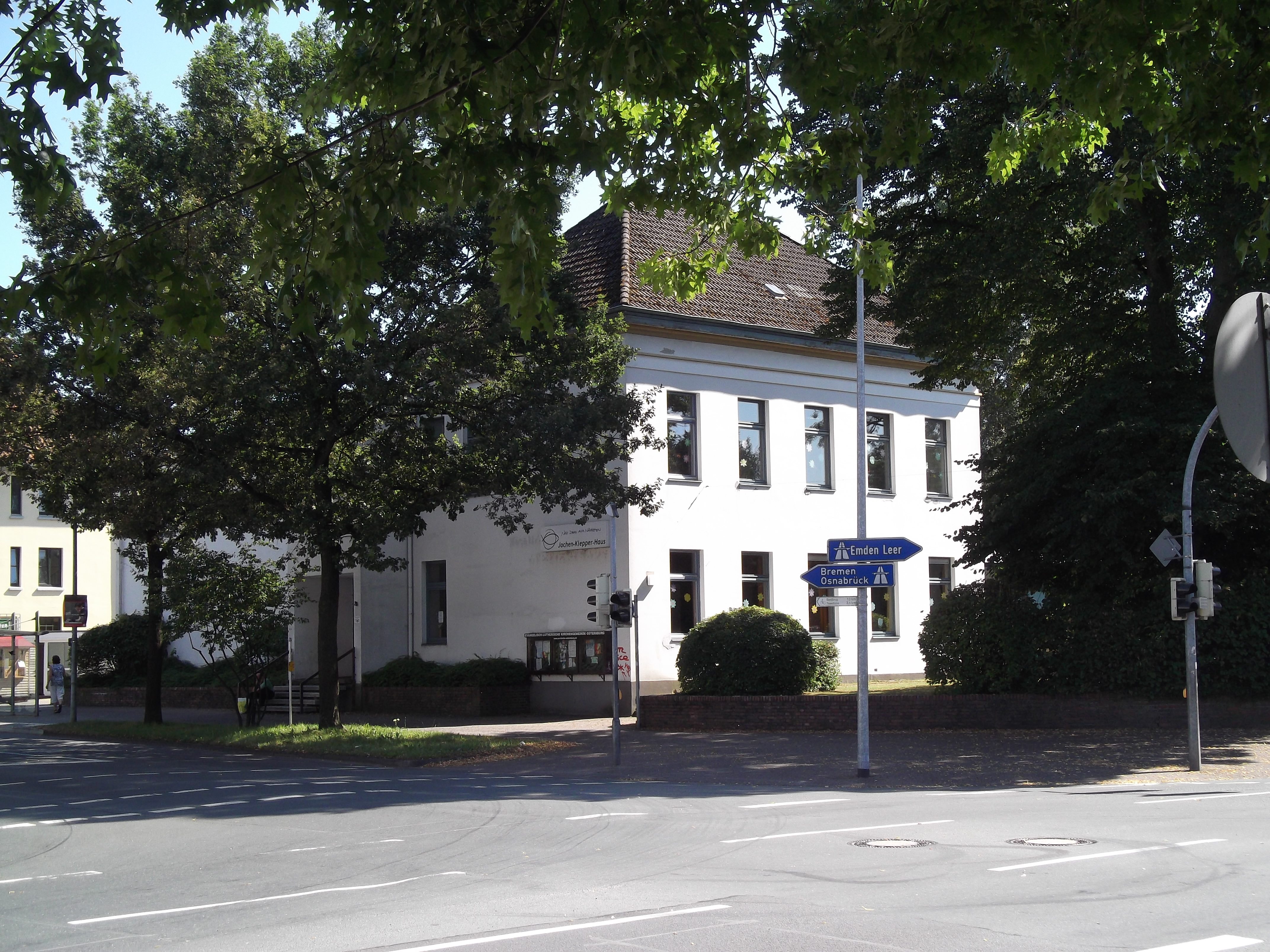
Ehemaliges Kasino des Oldenburgischen Dragoner-Regiments Nr. 19, gegenwärtig Jochen-Klepper-Haus der Kirchengemeinde Oldenburg-Osternburg

Bei der Einweihungsfeier, die im Garten des ehemaligen Kasinos stattfand, waren laut den "Nachrichten" mehrere tausend Menschen anwesend. Darunter befanden sich auch zahlreiche ehemalige Regimentsangehörige, so Erbgroßherzog Nikolaus von Oldenburg, General der Kavallerie von Unger, Generalleutnant Karl von Alten (* 1852), Generalmajor Willy von Alten (* 1859), Rittmeister Graf Oriola, General von Preynitzer, die Obristen Freiherr von dem Bussche, von Berge und Herrendorf sowie Oberstleutnant Adolph von der Wense.
Aus Paderborn war unter Führung des Rittmeisters von Frydag eine Abteilung von 35 Unteroffizieren und Mannschaften der 5. Schwadron des Reiter-Regiments Nr. 15 angereist, in der vor allem ehemalige Mitglieder der 19er-Dragoner dienten. Teilweise waren die Reiter in ihren alten hellblauen Dragoneruniformen erschienen. Für die musikalische Begleitung der Feier stellte die Reichswehr eine Musikkapelle. Der Festzug, an dem auch Kriegervereine teilnahmen, sammelte sich vor der Gaststätte "Zum Fürsten Bismarck" am Damm und zog von dort offenbar zur Dreifaltigkeitskirche.
Der Feldgottesdienst wurde von Pastor Schütte abgehalten. Die eigentliche Feier fand am Denkmal selbst statt. Der Prolog wurde von dem Schauspieler am Oldenburgischen Staatstheater Liudikoff gehalten. Die Weiherede hielt Pastor Dede, Großvater des Schriftstellers Klaus Dede. Sie wurde von den "Nachrichten" in Auszügen indirekt wiedergegeben:
Von einem Gefühl der Wehmut und des Stolzes werde man beim Anblick des Denkmals befallen, das den Schlußstein in der Geschichte des stolzen Regiments bilde, das der Augapfel des Landesfürsten und die Zierde des Ortes gewesen sei, daß seinen Namen ehrenvoll in die Geschichte dreier Kriege eingegraben habe. Manches Denkmal gebe es, das einen Sarg darstelle. So solle es nicht mit diesem Denkmal sein. Es solle reden zu uns und zur Nachwelt mit der Geschichte, die es enthalte, mit den Namen, die darauf geschrieben ständen, mit dem Orte, an dem es stehe, und mit dem Geiste, der aus ihm spreche. Redner verbreitete sich dann über die Vergangenheit, über die Ziele unseres Volkes, über Hingabe und Opfersinn, über Deutschtum und Treue, die aus dem Denkmal sprächen. In diesem Geiste möge man es anschauen, hüten und in Ehren halten. Auffällig in diesem Kontext ist die Abwesenheit des oben erwähnten Landesherren und früheren Regimentschefs, Großherzog Friedrich August von Oldenburg, der am 11. November 1918 während der Novemberrevolution zur Abdankung gezwungen worden war.
Nach einer weiteren Rede von Rittmeister von Frydag übergab Oberst von der Marwitz das Denkmal an den Dragonerverein, anschließend folgten Kranzniederlegungen. Die Feier endete mit einem gemeinsamen Mittagessen von gut 460 Personen in der Gastwirtschaft Krampe, in der 30 junge Frauen aus Osternburg freiwillig die Bedienung übernahmen. Die Presse hob ausdrücklich die logistische Leistung des Betriebes und der Küche hervor; offenbar aufgrund der generell schlechten Versorgungslage.

## Das Denkmal als Erinnerungsort
Da die Dragoner als Kavallerie-Einheit in Oldenburg im Gegensatz zur Infanterie und Artillerie keinen institutionellen Nachfolger besaßen, andererseits ihr Zusammengehörigkeitsgefühl stark ausgeprägt war, pflegte der Verein der 19er-Dragoner eine intensive Erinnerungskultur, die nur durch den Zweiten Weltkrieg und die unmittelbaren Nachkriegsjahre unterbrochen wurde. Von 1954 bis Ende der 1960er Jahre fanden jährlich Regimentstreffen statt, die immer mit Kranzniederlegungen am Denkmal endeten und an denen ab Ende der 1950er Jahre auch offiziell eine Abordnung des Panzerbataillons 314 aus Bümmerstede teilnahm.
Aufgrund der Altersstruktur des Vereins wurden ab Beginn der 1970er Jahre keine öffentlichen Feiern mehr abgehalten. Lediglich am Volkstrauertag werden bis in die Gegenwart noch Kränze am Denkmal niedergelegt. Durch das Aussterben der Erlebnisgeneration des Ersten Weltkriegs ging das Denkmal nicht vom Funktionsgedächtnis Osternburgs in das Speichergedächtnis über und ist heute praktisch vergessen.